# Alex Homberger
Alex Homberger   (Schaffhausen, 26 d'octubre de 1912 - Muskegon, 15 d'abril de 2007) fou un remer suís que va competir durant la dècada de 1930. Era germà dels també remers Hans i Rudolf Homberger.
El 1936 va prendre part en els Jocs Olímpics de Berlín, on disputà tres proves del programa de rem. Guanyà la medalla de plata en el quatre amb timoner, formant equip amb Hermann Betschart, Hans Homberger, Karl Schmid i Rolf Spring; i la de bronze en el quatre sense timoner, formant equip amb Hermann Betschart, Hans Homberger i Karl Schmid. En la prova del vuit amb timoner fou sisè.
En el seu palmarès també destaquen tres medalles al Campionat d'Europa de rem, una plata i un or en el quatre sense timoner de 1934 i 1935 respectivament, i de plata en el vuit amb timoner de 1935.